# Federazione Italiana Gioco Go
La Federazione Italiana Gioco Go (FIGG) è la federazione che si occupa di coordinare, regolamentare e diffondere il gioco del Go in Italia. 

## Attività
Fondata nel 1989 a Milano, dal 2016 ha sede a Pisa. Si occupa di organizzare il circuito delle tappe (tornei ufficiali), fra cui il Campionato italiano di go, e i tornei online NGL e IGL.
La Federazione è membro della European Go Federation (EGF) e della International Go Federation (IGF). Ha ospitato tre dei Congressi europei di go (EGC) organizzati annualmente da EGF: 1996 (Abano Terme), 2006 (Frascati) e 2018 (Pisa).